# Butch Walts
Pour les articles homonymes, voir Butch et Walts.
Butch Walts, né le 4 juin 1955 à Modesto, est un joueur de tennis américain.

## Parcours dans les tournois duGrand Chelem

### En simple
| Année | Open d'Australie | Open d'Australie | Internationaux de France | Internationaux de France | Wimbledon       | Wimbledon    | US Open         | US Open       | Open d'Australie | Open d'Australie |
| ----- | ---------------- | ---------------- | ------------------------ | ------------------------ | --------------- | ------------ | --------------- | ------------- | ---------------- | ---------------- |
| 1976  | —                | —                | —                        | —                        | —               | —            | 1er tour (1/64) | J. Higueras   | n.o.             | n.o.             |
| 1977  | —                | —                | —                        | —                        | 2e tour (1/32)  | J. Andrew    | 1/8 de finale   | C. Barazzutti | —                | —                |
| 1978  | n.o.             | n.o.             | —                        | —                        | —               | —            | 1/4 de finale   | J. McEnroe    | —                | —                |
| 1979  | n.o.             | n.o.             | 1er tour (1/64)          | V. Gerulaitis            | —               | —            | 3e tour (1/16)  | Y. Noah       | —                | —                |
| 1980  | n.o.             | n.o.             | —                        | —                        | 1er tour (1/64) | J. McEnroe   | 2e tour (1/32)  | J. Connors    | —                | —                |
| 1981  | n.o.             | n.o.             | —                        | —                        | 1er tour (1/64) | B. Gottfried | 2e tour (1/32)  | B. Gottfried  | —                | —                |
| 1982  | n.o.             | n.o.             | —                        | —                        | —               | —            | 1er tour (1/64) | T. Moor       | —                | —                |

N.B. : à droite du résultat se trouve le nom de l'ultime adversaire.

### En double
| Année | Open d'Australie | Open d'Australie | Internationaux de France                                                      | Internationaux de France                                                        | Wimbledon                                                                                 | Wimbledon                                                                          | US Open                                                                              | US Open | Open d'Australie | Open d'Australie |
| ----- | ---------------- | ---------------- | ----------------------------------------------------------------------------- | ------------------------------------------------------------------------------- | ----------------------------------------------------------------------------------------- | ---------------------------------------------------------------------------------- | ------------------------------------------------------------------------------------ | ------- | ---------------- | ---------------- |
| 1973  | —                | —                | —                                                                             | —                                                                               | —                                                                                         | —                                                                                  | 1er tour (1/32) B. Manson \|\| style="text-align:left;" \| B. Borg R. Norberg        | n.o.    | n.o.             |                  |
| 1974  | —                | —                | —                                                                             | —                                                                               | —                                                                                         | —                                                                                  | —                                                                                    | —       | n.o.             | n.o.             |
| 1975  | —                | —                | —                                                                             | —                                                                               | —                                                                                         | —                                                                                  | —                                                                                    | —       | n.o.             | n.o.             |
| 1976  | —                | —                | —                                                                             | —                                                                               | —                                                                                         | —                                                                                  | 1er tour (1/32) B. Manson \|\| style="text-align:left;" \| B. Borg W. Fibak          | n.o.    | n.o.             |                  |
| 1977  | —                | —                | —                                                                             | —                                                                               | 2e tour (1/16) H. Pfister \|\| style="text-align:left;" \| I. El Shafei B. Fairlie        | 1/8 de finale H. Pfister \|\| style="text-align:left;" \| B. Hewitt F. McMillan    | —                                                                                    | —       |                  |                  |
| 1978  | n.o.             | n.o.             | —                                                                             | —                                                                               | —                                                                                         | —                                                                                  | 1er tour (1/32) C. Sylvan \|\| style="text-align:left;" \| M. Machette T. Leonard    | —       | —                |                  |
| 1979  | n.o.             | n.o.             | —                                                                             | —                                                                               | —                                                                                         | —                                                                                  | 2e tour (1/16) B. Maze \|\| style="text-align:left;" \| R. Lutz S. Smith             | —       | —                |                  |
| 1980  | n.o.             | n.o.             | —                                                                             | —                                                                               | 1er tour (1/32) A. Pattison \|\| style="text-align:left;" \| A. Kohlberg C. Drysdale      | 1/4 de finale A. Pattison \|\| style="text-align:left;" \| M. Riessen S. Stewart   | —                                                                                    | —       |                  |                  |
| 1981  | n.o.             | n.o.             | —                                                                             | —                                                                               | 1er tour (1/32) A. Pattison \|\| style="text-align:left;" \| R. Chappell S. van der Merwe | 1er tour (1/32) A. Pattison \|\| style="text-align:left;" \| L. Bourne M. Mitchell | —                                                                                    | —       |                  |                  |
| 1982  | n.o.             | n.o.             | —                                                                             | —                                                                               | —                                                                                         | —                                                                                  | 1er tour (1/32) A. Pattison \|\| style="text-align:left;" \| E. Fromm R. Meyer       | —       | —                |                  |
| 1983  | n.o.             | n.o.             | —                                                                             | —                                                                               | —                                                                                         | —                                                                                  | 2e tour (1/16) B. Mitton \|\| style="text-align:left;" \| A. Andrews J. Sadri        | —       | —                |                  |
| 1984  | n.o.             | n.o.             | 1er tour (1/32) B. Mitton \|\| style="text-align:left;" \| J. Arias E. Korita | 1er tour (1/32) B. Mitton \|\| style="text-align:left;" \| C. Lewis T. Wilkison | 1/8 de finale G. Donnelly \|\| style="text-align:left;" \| M. Edmondson S. Stewart        | —                                                                                  | —                                                                                    |         |                  |                  |
| 1985  | n.o.             | n.o.             | —                                                                             | —                                                                               | —                                                                                         | —                                                                                  | 2e tour (1/16) J. Alexander \|\| style="text-align:left;" \| M. Edmondson K. Warwick | —       | —                |                  |

N.B. : le nom du ou de la partenaire se trouve sous le résultat ; les noms des ultimes adversaires se trouvent à droite.

## Récompense
- Retour de l'année "Come back of the year" aux ATP Awards 1983.